# Gustav Salomon Oppert
Gustav Salomon Oppert (født 30. juli 1836 i Hamburg, død 16. marts 1908) var en tysk sanskritist, bror til Julius Oppert. Virkede først mest i England, 1872—93 professor i sanskrit i Madras; berejste Nordindien 1893—94; kom tilbage til Europa i 1894.

## Skrifter
- Über den Presbyter Johannes (2. oplag, 1870)
- On the classification of languages (1879)
- On the weapons, army, organisation and political maxims of the ancient Hindoos (1880)
- Lists of Sanskrit Manuscripts in Southern India (2 bind, 1880—85)
- Contributions to the history of Southern India (1882)
- Nītiprakāçikas (1882)
- Sukranītisāra (Bind 1, Tekst, 1882)
- Udg. af Çākatāyana’s Grammatik (Bind 1, 1893)
- Die Verschiedenheiten des Sprachcharakters (1884)
- On the original inhabitants of Bharatavarsha of India (1893)